# Cylindre
Pour le cylindre usuel, voir Cylindre de révolution. Pour les autres significations, voir Cylindre (homonymie).

Un cylindre quelconque.

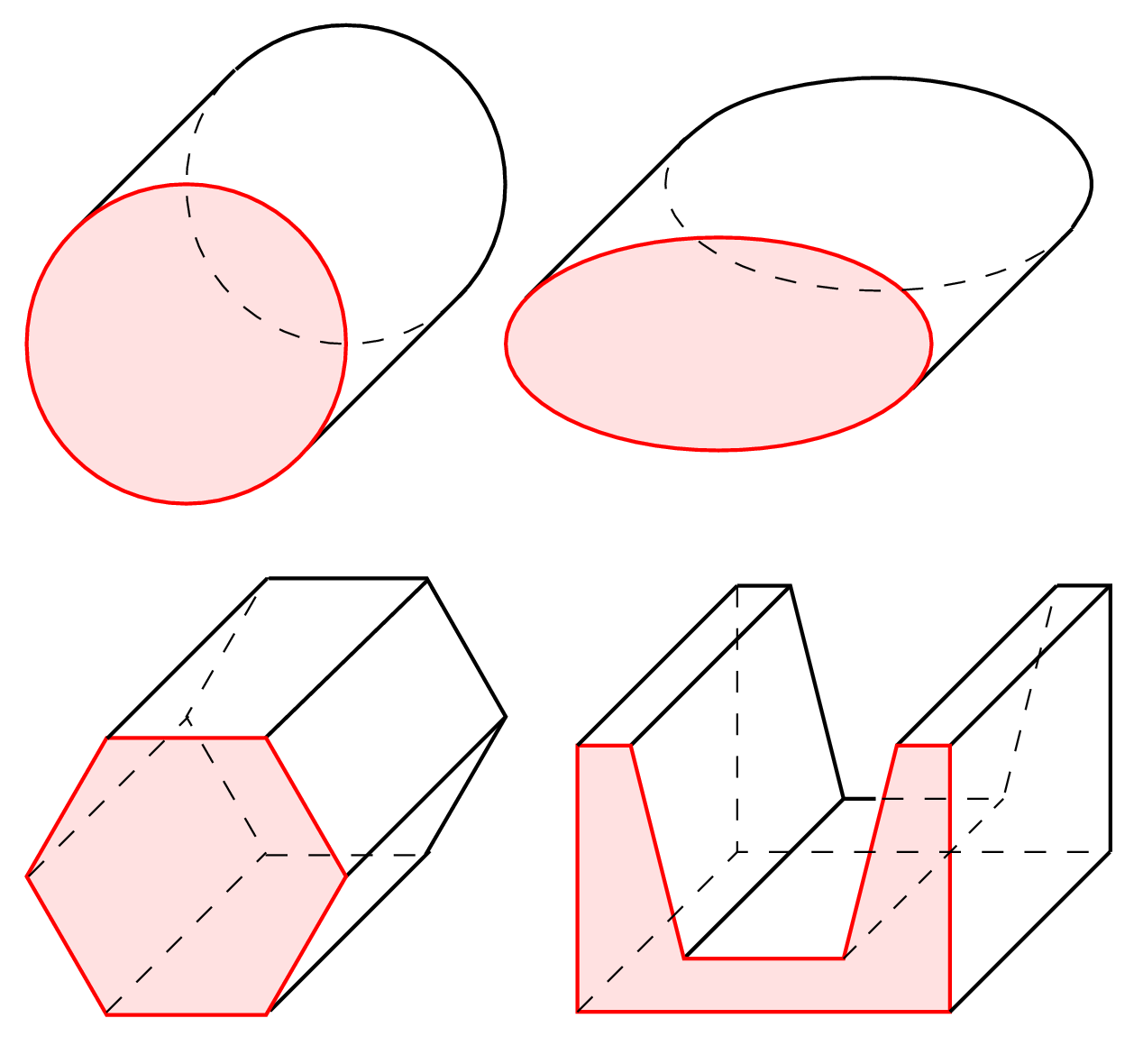
Divers cylindres droits (le premier est un cylindre circulaire droit).

Un cylindre est une surface réglée dont les génératrices sont parallèles, c'est-à-dire une surface dans l'espace constituée de droites parallèles. On parle aussi de surface cylindrique. C'est un exemple de surface développable.
On peut considérer un cylindre comme un cône dont le sommet est « rejeté à l'infini ».
Par extension, on appelle encore cylindre le solide délimité par une surface cylindrique et par deux plans strictement parallèles. Si ces plans sont perpendiculaires aux génératrices, on dit que le cylindre est droit. La distance séparant les deux plans parallèles s'appelle la hauteur du cylindre et les deux surfaces planes bordant le cylindre s'appellent ses bases. Les prismes (dont les parallélépipèdes) sont des cas particuliers de cylindres. Mais (sauf mention spéciale) on réserve généralement l'appellation de cylindre aux cylindres circulaires droits.
Un cylindre droit et circulaire est appelé un cylindre de révolution. C'est le cylindre le plus généralement connu (boîte de conserve, rouleau de papier).

## Courbes directrices
Soient D une droite et C une courbe, sécantes en un point O.
Le cylindre S de génératrice D et de courbe  directrice C est la réunion des translatées de D le long de C ou, ce qui revient au même, des translatées de C le long de D :
{\displaystyle S=\bigcup _{M\in C}T_{\overrightarrow {OM}}(D)=\bigcup _{N\in D}T_{\overrightarrow {ON}}(C)=\{P\mid \exists M\in C,\exists N\in D\quad {\overrightarrow {OP}}={\overrightarrow {OM}}+{\overrightarrow {ON}}\}.}
Si C est une droite alors S est un plan, mais on exclut généralement ce cas, en supposant même que la courbe C et la droite D ne sont pas coplanaires. Moyennant quoi, toute droite de S peut être utilisée comme génératrice, et toute courbe tracée sur S et rencontrant toutes les droites de S peut être utilisée comme courbe directrice. On choisit en général — pour que la directrice soit une courbe plane — une section de S par un plan (non parallèle aux génératrices), voire une « section droite » : par un plan perpendiculaire aux génératrices.

## Cylindre droit

### Aire
L'aire latérale d'un cylindre droit est le produit de sa hauteur par le périmètre de sa base.
L'aire totale est la somme de cette aire latérale et du double de l'aire de la base.

### Volume
Le volume d'un cylindre vaut le produit
où B désigne l'aire d'une des deux bases (elles ont même aire) et h la hauteur du cylindre, c'est-à-dire la distance entre les deux plans parallèles qui le délimitent. Cette formule, bien connue pour un cylindre droit, est encore valable pour un cylindre oblique (voir « Méthode des indivisibles »).

### Cylindre circulaire droit

Aire latérale d'un cylindre circulaire droit.

Un cylindre circulaire droit est un cylindre droit obtenu en tronquant un cylindre de révolution par deux plans perpendiculaires à son axe.
Un cylindre circulaire droit de hauteur h et de rayon r a pour aire latérale 2πrh et pour aire totale 2πrh + 2πr2 = 2πr(h + r). Son volume vaut en vertu de la formule ci-dessus πr2 h.

## Mécanique
- Les cylindres sont les parties qui guident le mouvement des pistons dans différents dispositifs basés sur la différence de pression entre 2 zones :
  - système pneumatique :
  - cylindre d'un moteur à piston,
    - cylindre de machine à vapeur ;

  - système hydraulique :
    - cylindre émetteur et récepteur de frein hydraulique.
- Cylindre de sécurité de serrure.
- Le terme cylindrée qui est dérivé du mot cylindre, s'applique par extension à toutes les chambres fermées abritant le mouvement d'un piston, quelle que soit leur forme.